# Sam’al
Sam’al – w pierwszych wiekach I tys. p.n.e. małe aramejskie miasto-państwo w południowej Anatolii, leżące na wschodnich zboczach gór Amanus, na zachód od współczesnego tureckiego miasta Gaziantep. Jego stolicą było miasto Sam’al, identyfikowane obecnie ze stanowiskiem Zincirli (też Zincirli Höyük) w południowej Turcji. Od zachodu królestwo Sam’al sąsiadowało z królestwem Que, od północy z królestwem Gurgum, od południa z królestwem Pattin (Unqi), a od wschodu najprawdopodobniej z królestwem Karkemisz lub królestwami Kummuh i Bit-Agusi. W końcu VIII w. p.n.e. zaanektowane zostało przez Asyrię, a z jego ziem utworzono nową asyryjską prowincję.

## Nazwa

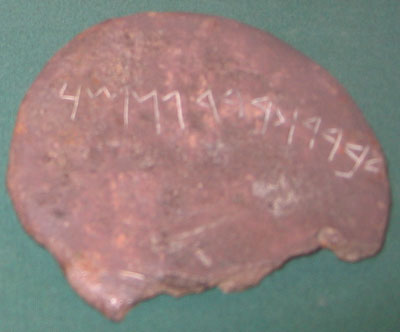
Bryła srebra z inskrypcją aramejską wymieniającą imię Bar-Rakiba, syna Panamuwy II, króla Sam’al (Muzeum Brytyjskie)

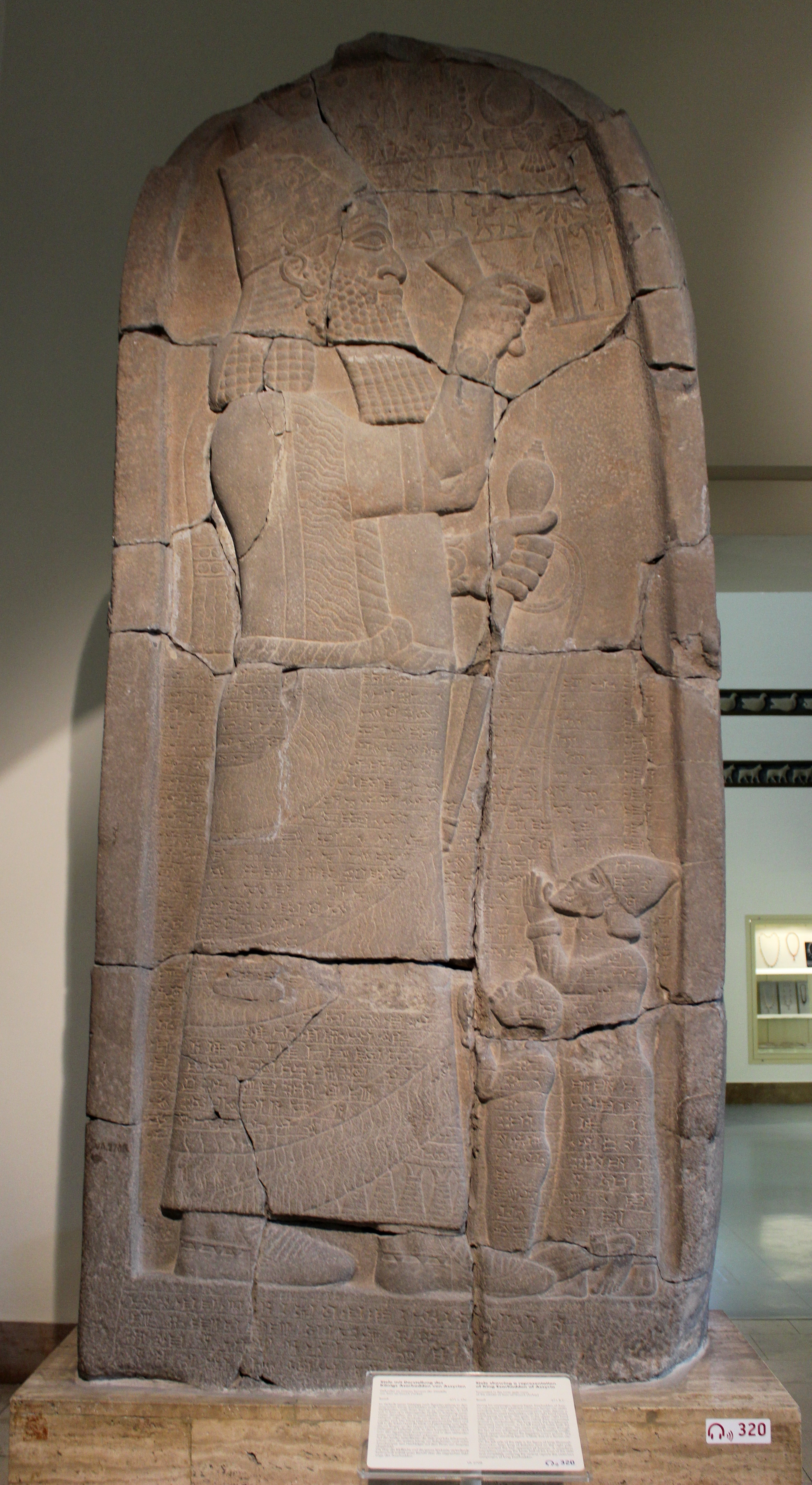
Stela Asarhaddona odnaleziona w Sam’al

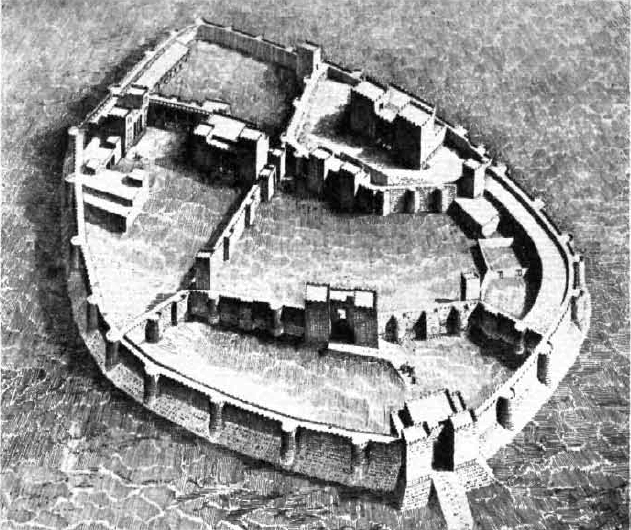
Rekonstrukcja cytadeli w Sam’al

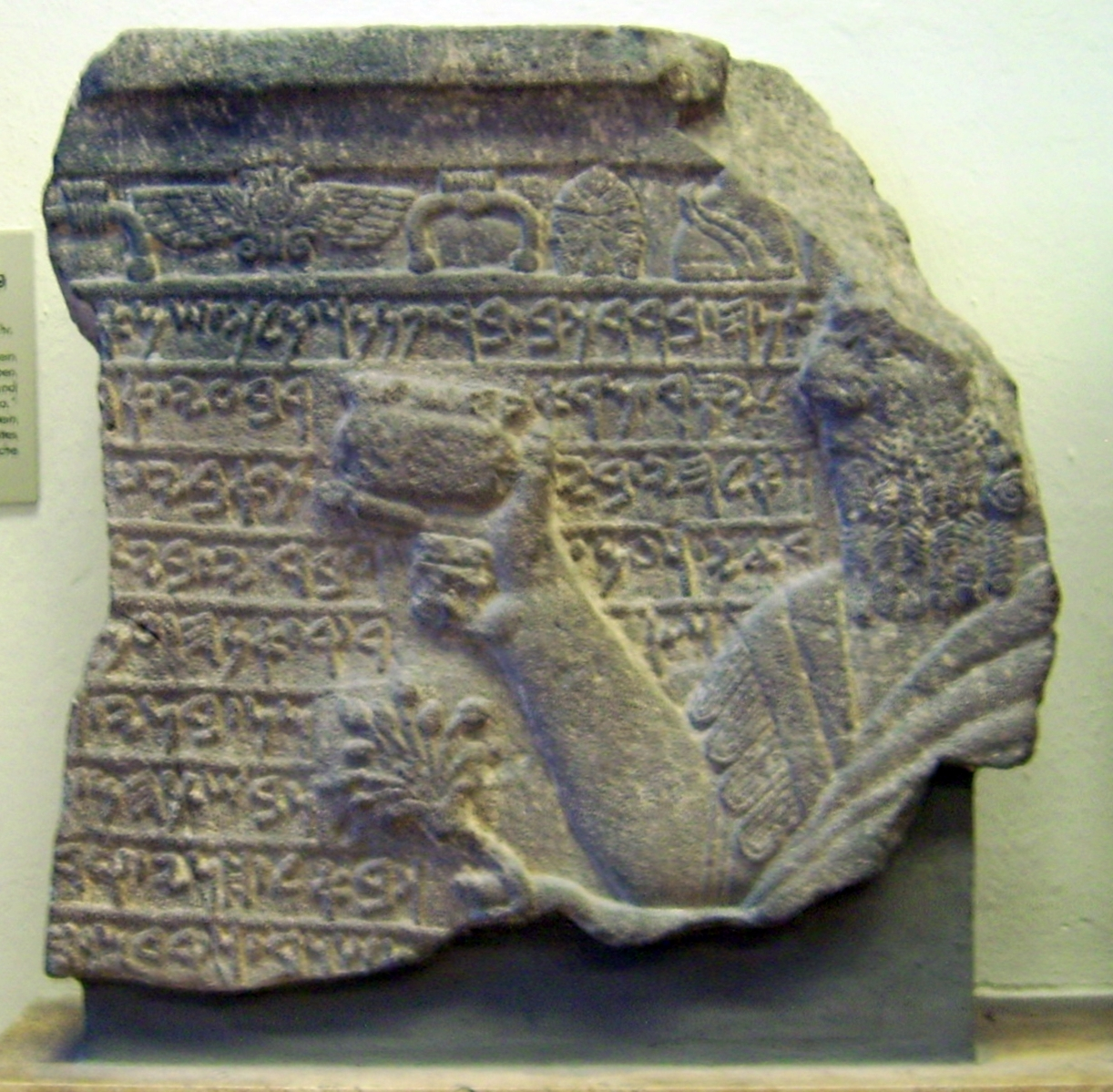
Fragment reliefu z przedstawieniem króla Bar-Rakiba z widocznymi symbolami boskimi

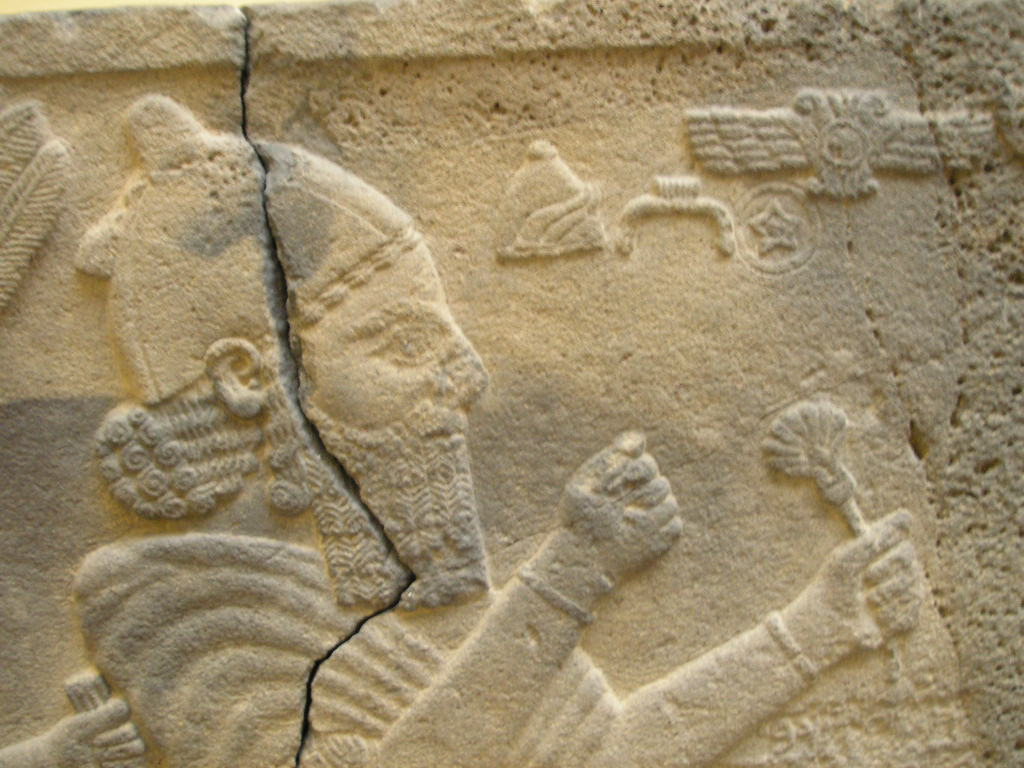
Król Bar-Rakib modlący się przed symbolami boskimi – fragment reliefu

W źródłach asyryjskich nazwę miasta i królestwa zapisywano kurSa-am/ma-'a-la(-a-a) (inskrypcje Salmanasara III), kur/uruSa-am/ma(-'a)-(-al)-la(-a-a) (inskrypcje Tiglat-Pilesera III) i (uru)Sam/sa-ma/am(-ma)-al(-la/li/lu) (inskrypcje Sargonidów). Sami władcy Sam’al używali w odniesieniu do swego miasta i królestwa aramejskiej nazwy SM'L („północ”). Nazwa ta odzwierciedlać mogła pozycję Sam’al jako najbardziej na północ wysuniętego królestwa aramejskiego. W niektórych inskrypcjach królów Sam’al spotykana jest też nazwa Y'DY (Yu'addī), będąca być może nazwą aramejskiego plemienia, które osiedliło się tam w X w. p.n.e. Niektórzy uczeni postulują też istnienie alternatywnej nazwy dla Sam’al brzmiącej Bit-Gabbari („dom Gabbara”), wywodzącej się od imienia założyciela tego królestwa – Gabbara. Powołują się oni przy tym na jedną z inskrypcji Salmanasara III, gdzie Hajjan, jeden z późniejszych królów Sam’al, określany jest jako „potomek (dosł. syn) Gabbara” (DUMU Gab-ba-ri). W analogiczny sposób król Ahuni z królestwa Bit-Adini („dom Adinu”) nazywany jest tam „potomkiem (dosł. synem) Adinu” (DUMU A-di-ni), a król Aramu z królestwa Bit-Agusi („dom Agusiego”) nazywany jest „potomkiem (dosł. synem) Agusiego” (DUMU A-gu-ú-si).

## Dzieje królestwa
Królestwo Sam’al powstało najprawdopodobniej pod koniec X w. p.n.e. Jego założycielem był niejaki Gabbar, aramejski lub północnoarabski szejk, którego plemię zdobyło te tereny i osiedliło się na nich. Imiona wczesnych władców Sam’al znane są nam z fenickiej inskrypcji umieszczonej na steli wzniesionej przez króla Sam’al o imieniu Kilamuwa (ok. 840–815 p.n.e.). Zgodnie z nią władcę tego, współczesnego asyryjskiemu królowi Salmanasarowi III, poprzedzać mieli na tronie Sza'il (jego brat), Hajjan (jego ojciec) oraz Banihu i Gabbar, których pokrewieństwo z Kilamuwą nie jest pewne. Z inskrypcji Kilamuwy i inskrypcji późniejszych królów Sam’al udało się ułożyć listę jedenastu władców tego królestwa. Niektóre z imion na liście są pochodzenia semickiego, podczas gdy pozostałe, jak Kilamuwa czy Panamuwa, są pochodzenia luwijskiego. Zdaniem niektórych uczonych imiona te odzwierciedlają złożoną etniczną i językową naturę społeczeństwa Sam’al, w którym przemieszały się ze sobą aramejskie i nowohetyckie elementy kulturowe. Z powodu braku danych nie można ustalić, czy wszyscy władcy wymienieni w liście należeli do tej samej dynastii.
Za rządów Hajjana, ojca Kilamuwy, region w którym leżało królestwo Sam’al stał się celem wypraw wojennych asyryjskiego króla Salmanasara III. W trakcie pierwszej zachodniej wyprawy wojennej Salmanasara III, przeprowadzonej w pierwszym roku jego panowania (858 r. p.n.e.), Sam’al wraz z innymi państwami utworzył koalicję, której wojska dwukrotnie stawiły czoła armii asyryjskiej. W trakcie pierwszej bitwy, do której doszło w pobliżu miasta Lutibu, wojska Hajjana z Sam’al, Sapalulme z Patiny, Ahuniego z Bit-Adini i Sangary z Karkemisz ponieść miały klęskę. Druga bitwa, w której do koalicji dołączyły wojska Kate z Que i Pihirima z Hilakku, również zakończyć się miała porażką sił koalicji. Gdy w następnym roku, podczas swej drugiej zachodniej wyprawy wojennej, Salmanasar III ponownie zaatakował ten region, Hajjan zmuszony został do zapłacenia mu trybutu. Nieco później, gdy w szóstym roku panowania Salmanasar III znowu wyruszył na zachód (853 r. p.n.e.), Hajjan był wśród władców z południowej Anatolii i północnej Syrii, którzy złożyli mu trybut.
Począwszy od panowania Kilamuwy władcy Sam’al utrzymywali bliskie stosunki z Asyrią chroniąc się w ten sposób przed agresją pobliskich królestw luwijskich. Kilamuwa – zgodnie z inskrypcją na jego steli – „wynająć” miał asyryjskiego króla do pokonania głównego wroga – króla królestwa Que. Wspomnianym asyryjskim królem był niewątpliwie Salmanasar III, o którym wiemy, że wyprawiał się przeciw Que (w latach 833–831 p.n.e.). Następnym znanym władcą Sam’al był Qarli, którego związki z Kilamuwą pozostają nieznane. Niektórzy uczeni, sugerując się jego niesemickim imieniem, wskazują, że mógł on być założycielem nowej dynastii. Być może to właśnie Qarli był niewymienionym z imienia królem Sam’al (MLK SM'L), który według aramejskiej inskrypcji króla Zakkura z Hamat należeć miał do koalicji syryjskich królów, których wojska obległy ok. 796 r. p.n.e. Zakkura w mieście Hazrek (Hatarikka). Synem i następcą Qarli był Panamuwa I (połowa VIII w. p.n.e.), którego panowanie – sądząc z jego inskrypcji w języku „sam'alijskim” (lokalny, archaiczny dialekt aramejskiego) umieszczonej na monumentalnym posągu boga Hadada – było długie i pomyślne. Niewątpliwy wpływ na spokojne rządy Panamuwy I miały przyjazne stosunki z Asyrią, które zapewniły jego królestwu ochronę przed agresją z zewnątrz. Po śmierci Panamuwy I na tronie Sam’al zasiadł jego syn Bar-Sur, który jednak wkrótce zamordowany został w przewrocie pałacowym. Spotkało się to ze zdecydowaną reakcją asyryjskiego króla Tiglat-Pilesera III (744–727 p.n.e.), który usunął uzurpatora i na tronie Sam’al osadził Panamuwę II, syna Bar-Sura. Ten przez cały okres swych rządów pozostał lojalny wobec Asyrii. Za wierność został nagrodzony przez Tiglat-Pilesera III, który powiększył terytorium królestwa Sam’al, przesuwając jego granicę bardziej na północ kosztem sąsiedniego królestwa Gurgum. Panamuwa II zginął biorąc udział u boku Tiglat-Pilesera III w oblężeniu Damaszku (733–732 p.n.e.). Szczegóły dotyczące jego panowania i śmierci znane są nam z inskrybowanego posągu dedykowanego mu pośmiertnie przez Bar-Rakiba, jego syna i następcę. Bar-Rakib, podobnie jak jego ojciec, do śmierci również pozostał wierny Asyrii. Jego inskrypcje podkreślają lojalność względem Tiglat-Pilesera III i opisują pomyślne rządy, w trakcie których wzniesiony został m.in. nowy pałac. W trakcie wykopalisk w Zincirli odnaleziono pozostałości monumentalnych budowli, reliefów i rzeźb pochodzących z czasów jego panowania. Po śmierci Bar-Rakiba ziemie królestwa Sam’al zaanektowane zostały przez Asyrię i utworzona z nich została nowa asyryjska prowincja. Nie jest jednak jasne, czy nastąpiło to jeszcze za rządów Salmanasara V (726–722 p.n.e.), czy też dopiero za rządów jego następcy Sargona II (722–705 p.n.e.).

## Lista władców Sam’al
Lista władców Sam’al powstała w oparciu o dostępne źródła:
- Gabbar (fen. GBR[9] odczytywane Gabbār[7], asyr. Gabbāru[11]), panował ok. 900–880 p.n.e.[12]
- Banihu (fen. BNH[9] odczytywane Bānihu[7]), panował ok. 880–870 p.n.e.[12]
- Hajjan (fen. ḤY'[9][13], ḤY odczytywane Ḥajjā lub Ḥajjān[13], asyr. Hajanu[3]), panował ok. 870–850 p.n.e.[12]
- Sza'il (fen. Š'L[9] odczytywane Ša'īl[14]), syn Hajjana[9], panował ok. 850–840 p.n.e.[12]
- Kilamuwa (fen. KLMW[3] odczytywane Kilamuwa[12]), syn Hajjana[9], panował ok. 840–810 p.n.e.[12]
- Qarli (aram. QRL[3] odczytywane Qarli), panował ok. 810–790 p.n.e.[12]
- Panamuwa I (aram. PNMW[3] odczytywane Panamuwa[12]), syn Qarli[3], panował ok. 790–750 p.n.e.[12]
- Bar-Sur (aram. BRṢR[3] odczytywane Bar-Ṣūr), panował ok. 750–745 p.n.e.[12]
- uzurpator (ok. 745–740 p.n.e.)[12]
- Panamuwa II (aram. PNMW[3] odczytywane Panamuwa[12], asyr. Panammu), syn Bar-Sura[3], panował ok. 740–733 p.n.e.[12]
- Bar-Rakib (aram. BRRKB, odczytywane Bar-Rakīb[3] lub Bar-Rakkāb[12]), syn Panamuwy II[9], panował ok. 733 – 713/711 p.n.e.[12]

## Asyryjska prowincja
Najprawdopodobniej zaraz po śmierci Bar-Rakiba lub wkrótce później królestwo Sam’al przekształcone zostało w asyryjską prowincję o tej samej nazwie. Zdaniem jednych uczonych doszło do tego jeszcze za rządów asyryjskiego króla Salmanasara V (726–722 p.n.e.), zdaniem innych dopiero za czasów panowania Sargona II (722–705 p.n.e.). Miasto Sam’al, stolica królestwa, stała się stolicą prowincji. W trakcie wykopalisk w Zincirli nie odkryto żadnych zniszczeń pochodzących z tego okresu, co zdaje się wskazywać, że zaanektowanie Sam’al przez Asyrię miało charakter pokojowy. Prowincja Sam’al wzmiankowana jest po raz pierwszy w tekstach administracyjnych z czasów panowania Sargona II. W asyryjskiej kronice eponimów jako urzędnik limmu w 681 r. p.n.e. wymieniany jest Nabu-ahhe-eresz, gubernator Sam’al. Asarhaddon (680–669 p.n.e.) po podboju Egiptu w 671 r. p.n.e. rozkazał wznieść komemoratywną stelę, którą kazał ustawić w bramie cytadeli w Sam’al – tam też została odnaleziona, przewrócona i rozbita na kilka części. Prowincja Sam’al wymieniana jest jeszcze w liście geograficznej z czasów panowania Aszurbanipala (669–627? p.n.e.).

## Zincirli i inne stanowiska
Stanowisko Zincirli (Zincirli Höyük), kryjące ruiny miasta Sam’al, leży w dolinie u wschodnich podnóży gór Amanus, pomiędzy tureckimi miastami Maraş i Antakya, ok. 6 km na północny wschód od miasteczka Fevzipaşa. Prace wykopaliskowe prowadzili tam w latach 1888–1902 niemieccy archeolodzy C. Humann, F. von Luschan i R. Koldewey. Założone przez Aramejczyków w końcu X w. p.n.e. miasto miało w przybliżeniu kolisty kształt i otoczone było podwójnym murem wzmocnionym wieżami. W murze znajdowały się trzy bramy, z których południowa dawała dostęp do cytadeli. Sama cytadela również otoczona była murem i posiadała jedną bramę, której ściany ozdobione były ortostatami z przedstawieniami byków i lwów. Wewnątrz cytadeli znajdował się jeszcze jeden mur z bramą, który zapewniał dodatkową ochronę dla znajdujących się w cytadeli budowli, w tym dwóch pałaców na planie bit hilani. Na stanowisku odnaleziono liczne ortostaty i posągi, które wykazują mieszankę luwijskich, aramejskich i asyryjskich tradycji kulturowych. Na aramejski charakter miasta wskazuje duża liczba odkrytych aramejskich inskrypcji, stanowiąca niemal połowę wszystkich znanych inskrypcji w tym języku. Charakterystyczne dla wielu inskrypcji są elementy fenickie i luwijskie. Jednym z najważniejszych zabytków pochodzących z tego stanowiska jest stela Kilamuwy, króla Sam’al, z inskrypcją w języku fenickim. Odnaleziona ona została in situ na terenie cytadeli, na lewo od wejścia do tzw. Pałacu J. W VII w. p.n.e. cytadela w Sam’al została zniszczona, ale nie wiadomo dokładnie ani kiedy to nasąpiło, ani kto tego dokonał.
Lista ważniejszych stanowisk w pobliżu Zincirli, na których odnaleziono posągi, stele, ortostaty i inne zabytki związane z królestwem Sam’al:
- Gerçin (Gerçin Höyük), leżące ok. 7 km na północny wschód od Zincirli[4]. Znajdowała się tam naprawdopodobniej królewska nekropola[1][16]. Na stanowisku tym odnaleziono w 1890 roku monumentalny posąg boga Hadada z umieszczoną na nim „sam'alijską” inskrypcją Panamuwy I[3].
- Karaburçlu, leżące ok. 5 km na północ od Zincirli[4].
- Ördekburnu, leżące ok. 12 km na południe od Zincirli[4]. Odnaleziono tam stelę ze sceną bankietową i źle zachowaną inskrypcją zapisaną semickim alfabetem[9].
- İslahiye, leżące ok. 10 km na południe od Zincirli[4].
- Keller, leżące ok. 3 km na zachód od Zincirli[4].
- Pancarli Höyük[4].
- Tahlatı-Pınarı[4] lub Tahtalı-Pınar, leżące ok. 2 km na północny wschód od Zincirli. W 1888 roku odnaleziono tam posąg Panamuwy II, wzniesiony przez jego syna Bar-Rakiba[3].
- Yeşemek, leżące na północny wschód od Ördekburnu[4].

## Bogowie Sam’al
Informacje o bogach czczonych w Sam’al pochodzą przede wszystkim z inskrypcji królewskich. Na płaskorzeźbach przedstawiani oni byli z reguły pod postacią reprezentujących ich symboli boskich. Znany jest też monumentalny posąg boga Hadada z inskrypcją Panamuwy I.
Inskrypcja na steli Kilamuwy wymienia następujących bogów: B'L ṢMD (bóg opiekuńczy Gabbara), B'L HMN (bóg opiekuńczy Banihu) i RKB'L (bóg opiekuńczy dynastii). O pierwszym nie wiadomo praktycznie nic. Lipiński jego imię tłumaczy jako „Baal bohaterski”. Imię drugiego (Baal Hammon) wiązane jest z pobliskimi górami Amanus (HMN). Imię trzeciego odczytywane jest jako Rākib-El („woźnica boga Ela”) lub Rakkāb-El (to ostatnie w oparciu o zapis bé-'-li Ra-kab-bi ša uruSa-ma-al-la w jednym z asyryjskich listów z czasów Asarhaddona). Bóg ten był boskim opiekunem dynastii Hajjana (B'L BT) i jako takiego wymienia go w swych inskrypcjach Bar-Rakib.
W inskrypcji na monumentalnym posągu boga Hadada Panamuwa I wymienia tego boga jako swego boskiego opiekuna. Dodatkowo w tekście wymieniana jest dwukrotnie piątka bogów (w pierwszym przypadku są to w kolejności Hadad, El, Raszap, Rakib-El i Szamasz, w drugim Hadad, El, Rakib-El, Szamasz i Raszap). Bar-Rakib w inskrypcji na komemoratywnym posągu poświęconym jego ojcu wymienia Hadada jako boga opiekuńczego jego ojca, a także wzywa w jednym miejscu czwórkę bogów (Hadada, Ela, Rakib-Ela i Szamasza).
W przypadku symboli boskich na płaskorzeźbach informacje z inskrypcji pozwoliły zidentyfikować je z następującymi bogami: hełm z rogami (bóg Hadad), głowa Janusa (bóg El), jarzmo (bóg Rakib-El), gwiazda w okręgu (bóg Raszap), uskrzydlony dysk (bóg Szamasz).